# 西林寺 (小山市)
西林寺（さいりんじ）は、栃木県小山市にある浄土真宗本願寺派の寺院である。
小字を「船場」という思川沿いにあり、中世から近世にかけて付近に船着場があった。浄土真宗の寺院にはこのように交通の要所に建てられている例が多く見られ、商人などからの信仰を集めていた。
本堂北側に密集している中国産の四方竹は、この船着場を往来していた商人などによって植えられたものだと考えられている。